# غف
الغَفّ هو قطعة قماش، تُعزز عادةً بشريط مرن مثل الرباط المطاطي، وهو مصمم لإخفاء انتفاخ القضيب. عادة ما يرتديه المتحولات أو الرجال مغايري الملابس. منذ عام 2010، بدأ مصنعو الملابس الداخلية بتصميم الملابس الداخلية بنفس وظيفة الغف. غالباً ما يُصنع الغف منزلياً بقص طرف جورب واحد، ثم وضع زوج من الحلقات المرنة من خلالها. الوظيفة الرئيسة للغف هي إخفاء انتفاخ المنفرج وجعل المغبن يبدو أكثر نعومة وتسطيحاً.